# Veye Tatah
Veye Wirngo Tatah, née le 14 juillet 1971 au Cameroun, est une journaliste et informaticienne qui vit en Allemagne. Militant pourune vision positive des pays africains, elle reçoit, en 2010, l'ordre du Mérite de la République fédérale d'Allemagne.

## Biographie
Veye Tatah est née en 1971 dans le Grassland au nord-ouest du Cameroun, dans une famille Nso. Elle arrive en Allemagne en 1991 et devient citoyenne allemande en 2002.
Elle travaille pendant plus de six ans comme assistante de recherche en sciences informatiques à l'université technique de Dortmund. Elle devient ensuite consultante en informatique de gestion de projets et en particulier ceux concernés par la communication inter-culturelle. Tatah est propriétaire d'une entreprise de restauration.
Tatah a deux enfants. Elle est également à l'origine d'un certain nombre d'initiatives, notamment l'application pour l'apprentissage et l'intégration africaine, African-LIM mais aussi le réseau des femmes africaines (African Women's Network) et l' Afrique positive (Africa Positive).
Tatah s'est engagée pour l'amélioration de la compréhension internationale. Le 25 février 2010, elle reçoit l' ordre du Mérite de la République fédérale d'Allemagne, en raison de son engagement social.

## Source de la traduction
- (en) Cet article est partiellement ou en totalité issu de l’article de Wikipédia en anglais intitulé « Veye Tatah » (voir la liste des auteurs).